# 貝克鎮區 (阿肯色州蘭道夫縣)
貝克鎮區（英語：Baker Township）是位於美國阿肯色州蘭道夫縣的一個行政鎮區。

## 地方資料
貝克鎮區的面積為41.89平方千米，當中陸地面積為41.78平方千米，而水域面積為0.11平方千米。根據2010年美國人口普查的數據，當地共有人口55人，而人口密度為每平方千米1.31人。